# Ghisalba
Ghisalba település Olaszországban, Lombardia régióban, Bergamo megyében. Lakosainak száma 6169 fő (2023. január 1.). Ghisalba Cologno al Serio, Martinengo, Calcinate, Cavernago, Urgnano és Mornico al Serio községekkel határos.

## Népesség
A település lakossága az elmúlt években az alábbi módon változott:
| Lakosok száma | 6145 | 6170 | 6169 |
|               | 2017 | 2018 | 2023 |